# 朱氏牌楼
朱氏牌楼，位于山西省忻州市原平市大牛店鎮，是晚清地方官员武访畴为其母朱氏所修的节孝牌坊。
1965年5月24日公布为山西省文物保护单位。2019年10月7日公布为第八批全国重点文物保护单位。